# Typhlops loveridgei
Typhlops loveridgei là một loài rắn trong họ Typhlopidae. Loài này được Constable mô tả khoa học đầu tiên năm 1949.